# Manyacs de Parets

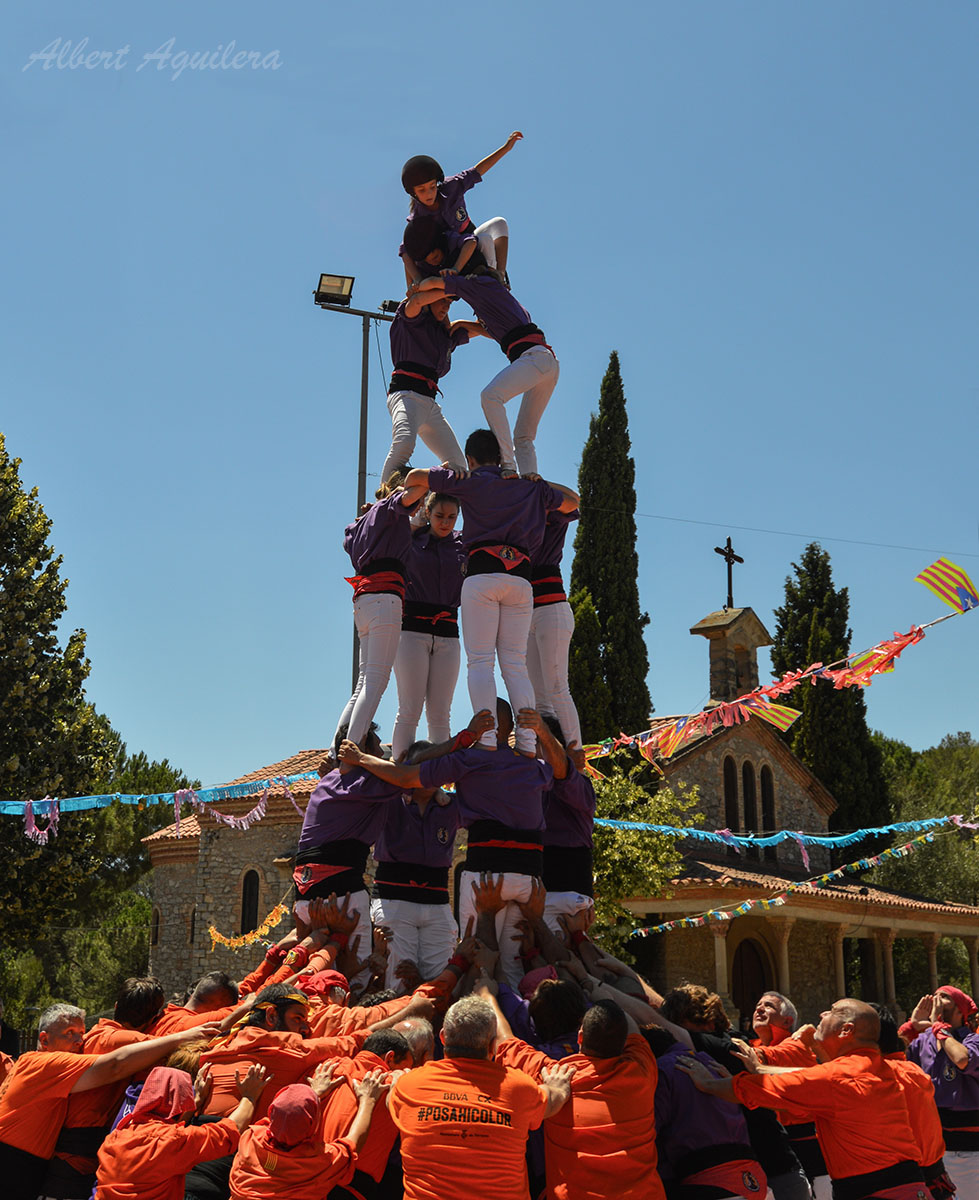
Primer 4d6 de la historia castellera, Manyacs de Parets.

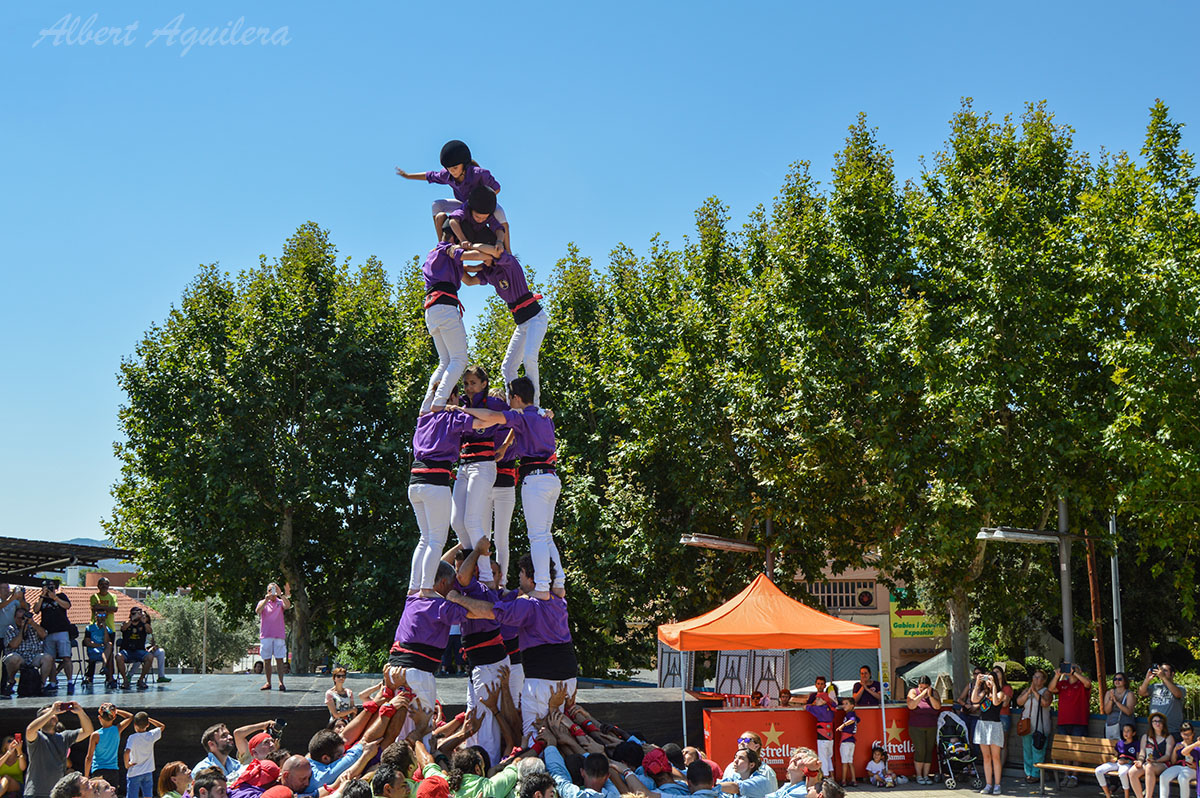
Castillo 3d6 con aguja.

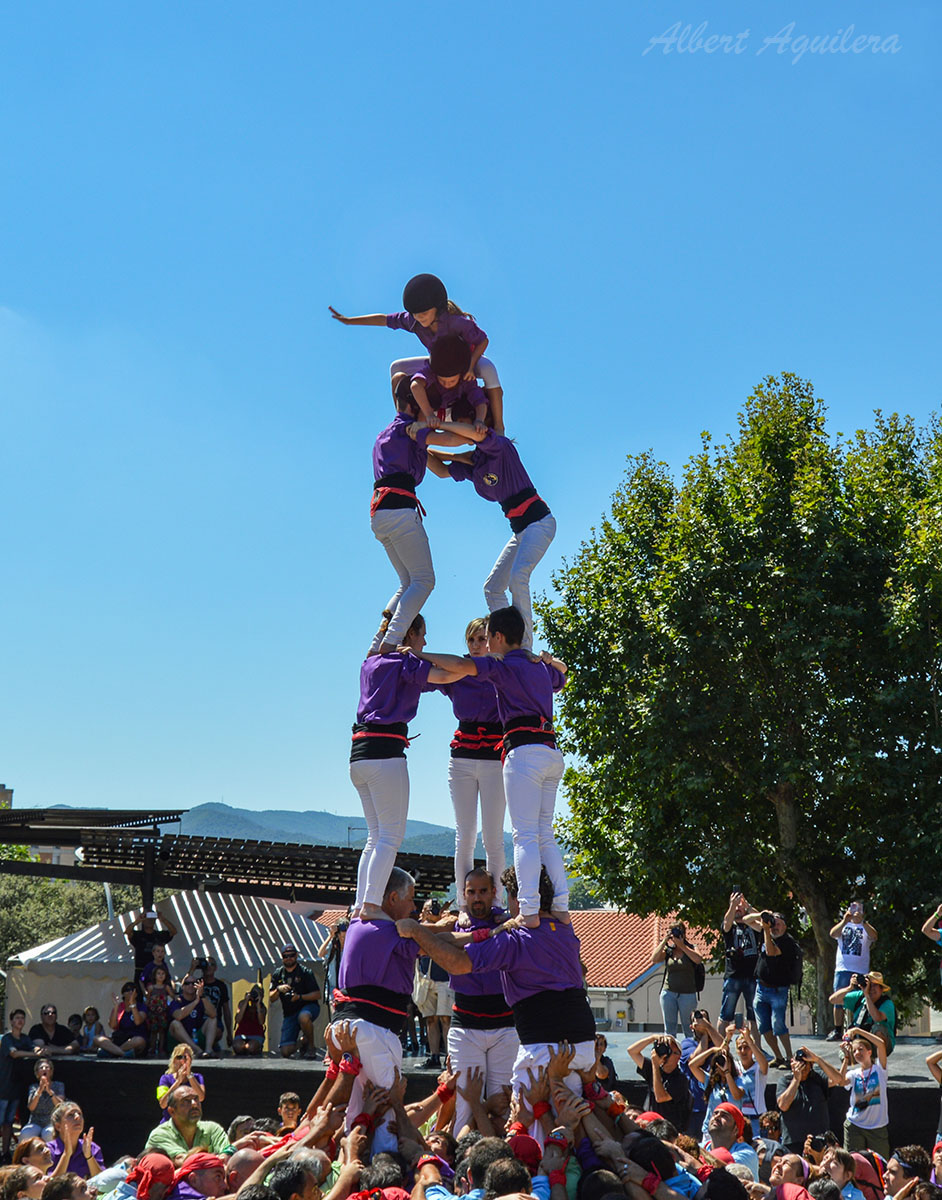
Castillo 3d6.

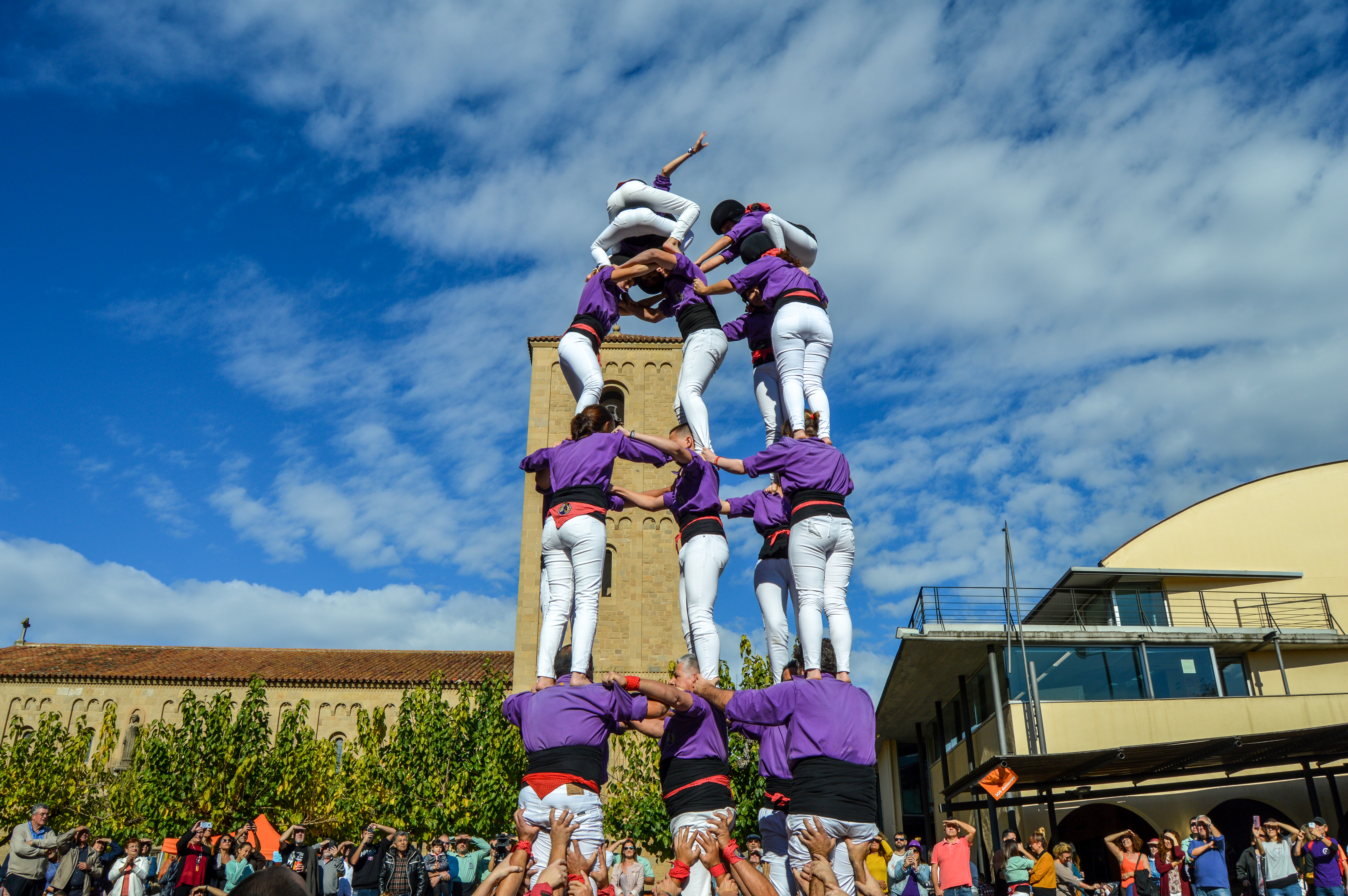
Primer 5d6 de la historia.

Los Manyacs de Parets son una institución cultural catalana que tiene como principal objetivo hacer castells (castillos, torres humanas). Son del pueblo Parets del Vallès, en el  Vallés Oriental, fundada en el año 2015.
Los inicios de esta Colla (nombre que se le da a un grupo que hace castells) se tienen que buscar en las redes sociales, donde a partir de una propuesta que se hizo en un perfil de Facebook se juntarón el Albert Pérez i el Jordi Domènech, que convocarón una reunión en el "Club de actividades de Montaña - CAM", donde una treintena de personas asistierón a dicha reunión, uno de ellos fue Ekaitz Landa, vecino del pueblo i mimembro de la colla dels Xics de Granollers i que empezó ayudando a la creación de la nueva colla, hasta 2017 fue "Cap de colla". En enero de 2018 las riendas del cap de colla las cogió Eduard Guiu.

## Trayectoria
El domingo 29 de mayo de 2016 los Manyacs celebraron su díada de bautizo, juntamente con sus padrinos los Castellers de Mollet y de Caldes de Montbui, descargaron un 3d5 y 3d5 con aguja.
El 9 de julio de 2016 se consiguió descargar en Parets el primer 3d6 en solitario. El día 17 de julio del mismo año en Vacarisas, los Manyacs dan un paso más i consiguen descargar el primer 4d6, en esa díada también descargaron un 3d6 i se hizo el intento desmontado del 3d6a. La primera vez que se consigue descargar 3 castillos en plaza fue durante la Fiesta Mayor de Parets del Vallès donde se descargo el 3d6, 3d6a y el 4d6.
El castillo más importante hasta la fecha fue el 5d6 descargado el 7 de noviembre de 2017 durante la II Diada dels Manaycs en Parets del Vallès junto a Castellers de Mollet, Layetans de Santa Coloma y Castellers del Prat del Llobregat.
El lunes 19 de noviembre de 2017 es una fecha clave para los Manyacs, la Coordinadora de Colles Castelleres de Catalunya los acepta en su organización como miembros de pleno derecho.

## La Morada, la sede social
El sábado 3 de junio de 2017 Los Manyacs de Parets estrenaron local en la calle Ponent n.º 18 de Parets del Vallès. El evento se completo con la presencia de los representantes políticos de los ayuntamientos de Parets, Lliçà de Vall y Montmeló, así como miembros de otras entidades de Parets y de las collas padrinas. El Local se le llama "La Morada" en referencia al color Morado de la camisa que lucen los castellers.

## Los Manyacs en el mundo
El sábado 7 de abril de 2017 los Manyacs actuaron en el Principado de Andorra donde descargaron un 3d6 3d6a y un 4d6, era la primera vez que salían fuera de la Unión Europea.
Durante el Gran Premio de España de F1 los Manyacs estuvieron actuando para los asistentes a este evento, y fueron entrevistados por varias televisiónes extranjeras.